# Вирт, Иоганн Георг Август
Вирт, Иоганн Георг Август (нем. Johann Georg August Wirth) (1798—1848) — немецкий историк, публицист, политик.
В 1831 году издавал газету «Der Kosmopolit» республиканского характера. С 1 июля 1831 года начал издавать «Deutsche Tribüne», запрещённую в марте 1832 г. В том же году во время празднества в Гамбахе он сказал речь о национальном единстве Германии, был арестован вместе с другими участниками празднества и приговорён к двухлетнему заключению, в 1836 году бежал во Францию, затем переселился в Тургау (в Швейцарии), где редактировал «Die Deutsche Volkshalle».
Он также написал следующие исторические труды: «Fragmente zur Kulturgeschichte» (Кайзерслаутерн, 1835 г.), «Die polit.-reformatorische Richtung der Deutschen im XVI und XIX Jahrh.» (1841) и «Deutsche Geschichte» (Штутгарт, 1843—45, 2 изд., с продолжением Цимермана, 1846—53).
В 1847 году в Карлсруэ Вирт начал издавать «Deutsches Nationalblatt», в конституционно-монархическом направлении; был избран во франкфуртский парламент, но умер в начале его сессии, в июле 1848 года.